# Burak Bekaroğlu
Burak Bekaroğlu (Sakarya, 16 aprile 1997) è un calciatore turco, difensore dell'Iğdır.

## Carriera

### Club
Cresciuto nel settore giovanile del Sakaryaspor, ha esordito in prima squadra il 13 ottobre 2013 disputando l'incontro di TFF 3. Lig vinto 1-0 contro il Ciksalinspor. Dopo aver totalizzato 147 presenze e 3 reti tra campionato e coppa, nel gennaio 2019 si trasferisce al Boluspor, società militante nella seconda divisione turca. Svincolatosi dal Boluspor nell'aprile 2021, nel mese di luglio si accorda con il Fatih Karagümrük, formazione della massima serie turca.

### Nazionale
Ha giocato nelle nazionali giovanili turche Under-17, Under-18 ed Under-19.

## Statistiche

### Presenze e reti nei club
Statistiche aggiornate al 23 aprile 2022.
| Stagione           | Squadra            | Campionato         | Campionato | Campionato | Coppe nazionali | Coppe nazionali | Coppe nazionali | Coppe continentali | Coppe continentali | Coppe continentali | Altre coppe | Altre coppe | Altre coppe | Totale | Totale |
| Stagione           | Squadra            | Comp               | Pres       | Reti       | Comp            | Pres            | Reti            | Comp               | Pres               | Reti               | Comp        | Pres        | Reti        | Pres   | Reti   |
| ------------------ | ------------------ | ------------------ | ---------- | ---------- | --------------- | --------------- | --------------- | ------------------ | ------------------ | ------------------ | ----------- | ----------- | ----------- | ------ | ------ |
| 2013-2014          | Sakaryaspor        | 3L                 | 22         | 0          | CT              | 0               | 0               |                    | -                  | -                  |             | -           | -           | 22     | 0      |
| 2014-2015          | Sakaryaspor        | 3L                 | 31         | 0          | CT              | 2               | 0               |                    | -                  | -                  |             | -           | -           | 33     | 0      |
| 2015-2016          | Sakaryaspor        | 3L                 | 22         | 1          | CT              | 0               | 0               |                    | -                  | -                  |             | -           | -           | 22     | 1      |
| 2016-2017          | Sakaryaspor        | 3L                 | 27         | 2          | CT              | 2               | 0               |                    | -                  | -                  |             | -           | -           | 29     | 2      |
| 2017-2018          | Sakaryaspor        | 2L                 | 28         | 0          | CT              | 1               | 0               |                    | -                  | -                  |             | -           | -           | 29     | 0      |
| 2018-gen. 2019     | Sakaryaspor        | 2L                 | 12         | 0          | CT              | 0               | 0               |                    | -                  | -                  |             | -           | -           | 12     | 0      |
| Totale Sakaryaspor | Totale Sakaryaspor | Totale Sakaryaspor | 142        | 3          |                 | 5               | 0               |                    | -                  | -                  |             | -           | -           | 147    | 3      |
| gen.-giu. 2019     | Boluspor           | 1L                 | 12         | 2          | CT              | 1               | 0               |                    | -                  | -                  |             | -           | -           | 13     | 2      |
| 2019-2020          | Boluspor           | 1L                 | 21         | 2          | CT              | 1               | 0               |                    | -                  | -                  |             | -           | -           | 22     | 2      |
| 2020-apr. 2021     | Boluspor           | 1L                 | 20         | 1          | CT              | 1               | 0               |                    | -                  | -                  |             | -           | -           | 21     | 1      |
| Totale Boluspor    | Totale Boluspor    | Totale Boluspor    | 53         | 5          |                 | 3               | 0               |                    | -                  | -                  |             | -           | -           | 56     | 5      |
| 2021-2022          | Fatih Karagümrük   | SL                 | 26         | 0          | CT              | 3               | 0               |                    | -                  | -                  |             | -           | -           | 29     | 0      |
| Totale carriera    | Totale carriera    | Totale carriera    | 221        | 8          |                 | 11              | 0               |                    | -                  | -                  |             | -           | -           | 232    | 8      |